# 王求禮
王求禮（?—?），唐朝许田长社（今长葛石象乡冢王村）人。
武后时，官拜左拾遗，升监察御史。以直言敢谏聞名，曾弹劾武懿宗“擁強兵數十萬，望風退走，賊徒滋蔓，又欲移罪於草野詿誤之人，為臣不忠，請先斬懿宗以謝河北！”。

## 延伸阅读
[在维基数据编辑]
 《舊唐書/卷101》，出自刘昫《舊唐書》
 《舊唐書/卷187上》，出自刘昫《舊唐書》
 《新唐書·卷112》，出自《新唐書》